# Cupa

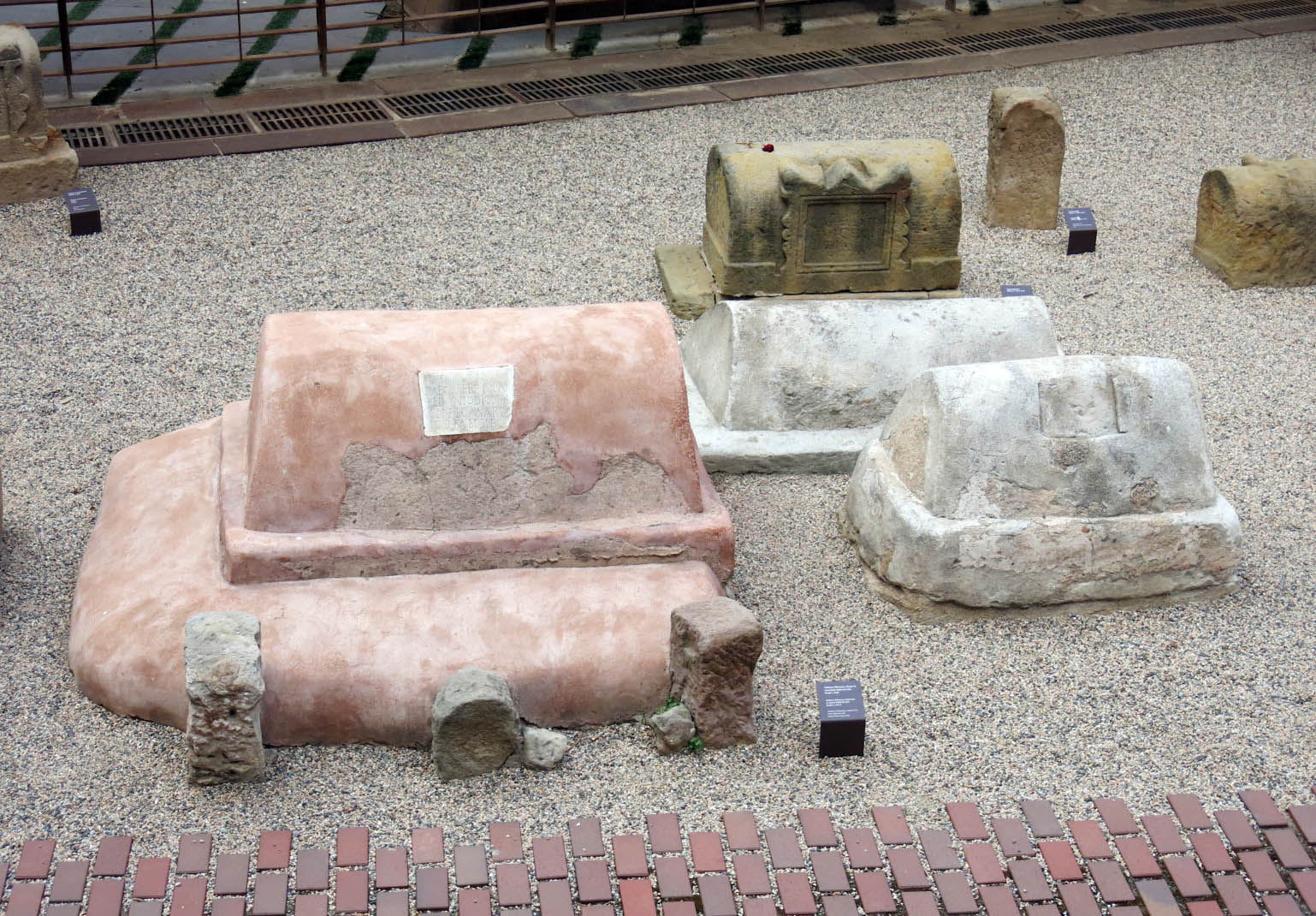
Moltes de les sepultures de la via sepulcral de la plaça de la Vila de Madrid, a Barcelona, són cupae.

Les cupae (en llatí, singular cupa, plural cupae) són un tipus senzill de monument funerari de planta allargada amb coberta cilíndrica, imitant una bóta tombada (de fet, cupa vol dir bóta en llatí), que es van utilitzar en algunes regions de l'imperi romà entre els segles I i III.
Se'n distingeixen dos tipus:
- Cupae structiles, fetes d'obra de maçoneria i cobertes amb un estucat.
- Cupae solidae, monolítiques (o sigui, esculpides d'una sola peça), que van aparèixer amb posterioritat a les de maçoneria.

Alguns autors només anomenen cupae a les monolítiques, assimilant les fetes d'obra amb túmuls.

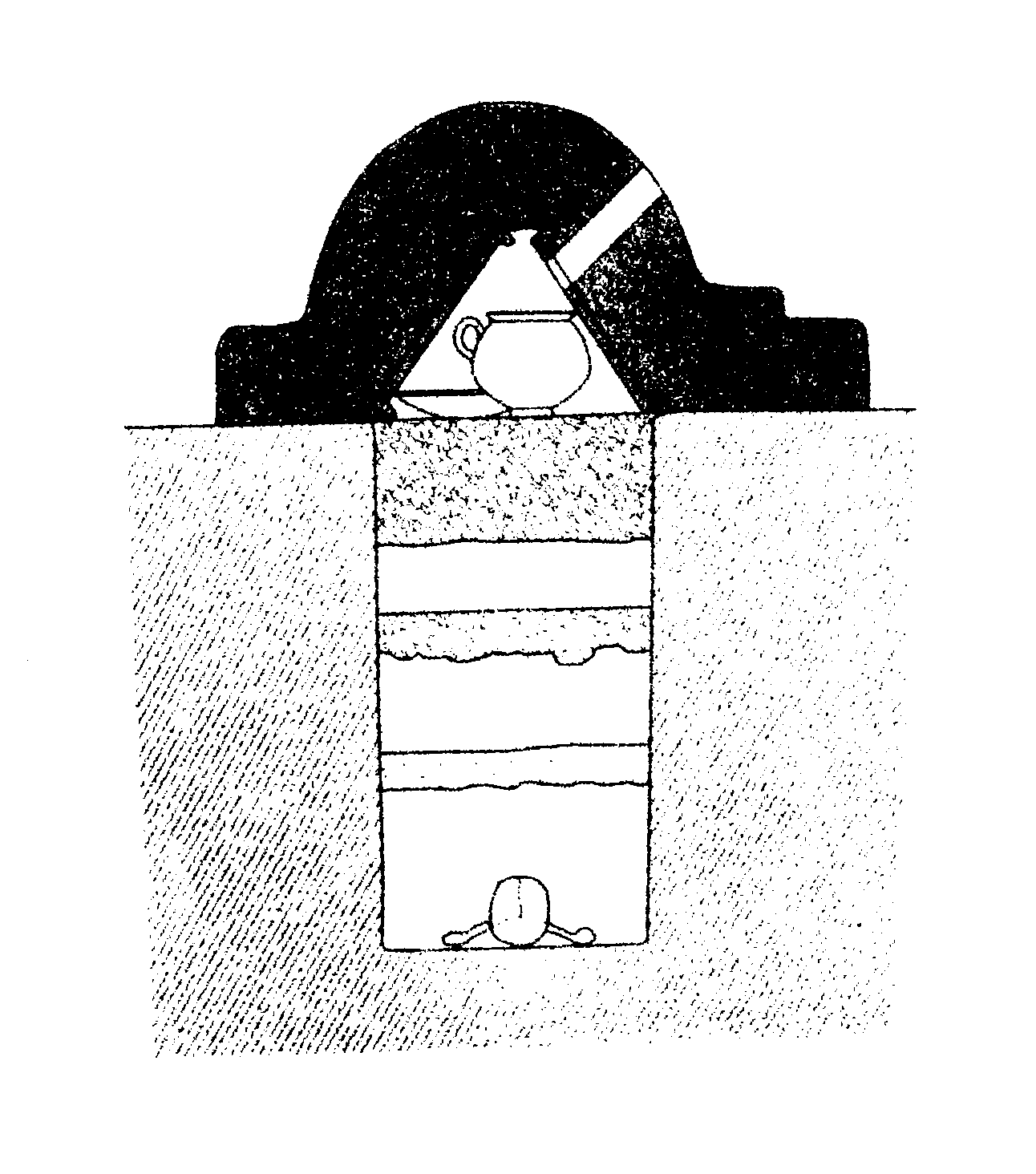
Secció d'una sepultura coberta amb una cupa

Tot i ser sovint buides, les cupae no són el contenidor de les restes del difunt sinó un element senyalitzador de la sepultura, que es disposa enterrada més avall. La cambra de l'interior de la cupa, si n'hi ha, serveix per posar-hi ofrenes, que poden ser atuells de ceràmica amb aliments; a més, hi sol haver un conducte per a efectuar libacions que acaba en aquesta cambra. En un costat de la cupa sovint se situa una placa de marbre amb la inscripció funerària.